# Écueil (Marne)
Pour les articles homonymes, voir Écueil (homonymie).
Écueil est une commune française, située dans le département de la Marne en région Grand Est.
Écueil a obtenu sa première fleur au concours des villes et villages fleuris de France en 2006.

## Géographie

### Localisation
Écueil se trouve au nord-ouest du département de la Marne, en région Grand Est. La commune appartient à la région agricole du Tardenois.
La commune d'Écueil s'étend sur une superficie de 703 hectares, sur le flanc nord de la Montagne de Reims et de son parc naturel régional. Sur son territoire, l'altitude varie de 98 à 266 mètres. Alors que le village se trouve à environ 130-140 mètres d'altitude, au sud les Pâtis et le Bois d'Écueil s'élèvent à plus de 250 mètres.
Par la route, Écueil se situe à 49 km de Châlons-en-Champagne, préfecture du département, à 14 km de Reims, sous-préfecture, et à 31 km de Fismes, bureau centralisateur du canton de Fismes-Montagne de Reims dont dépend Écueil depuis 2015. La commune fait en outre partie du bassin de vie de Reims.
Écueil est limitrophe de 7 communes :
| Sacy    | Les Mesneux |                   |
| Courmas | Écueil      | Villers-aux-Nœuds |
| Pourcy  | Chamery     | Sermiers          |

### Hydrographie

#### Réseau hydrographique
La commune est dans la région hydrographique « la Seine du confluent de l'Oise (inclus) à l'embouchure » au sein du bassin Seine-Normandie. Elle est drainée par le ruisseau des Grandes Fontaines,.

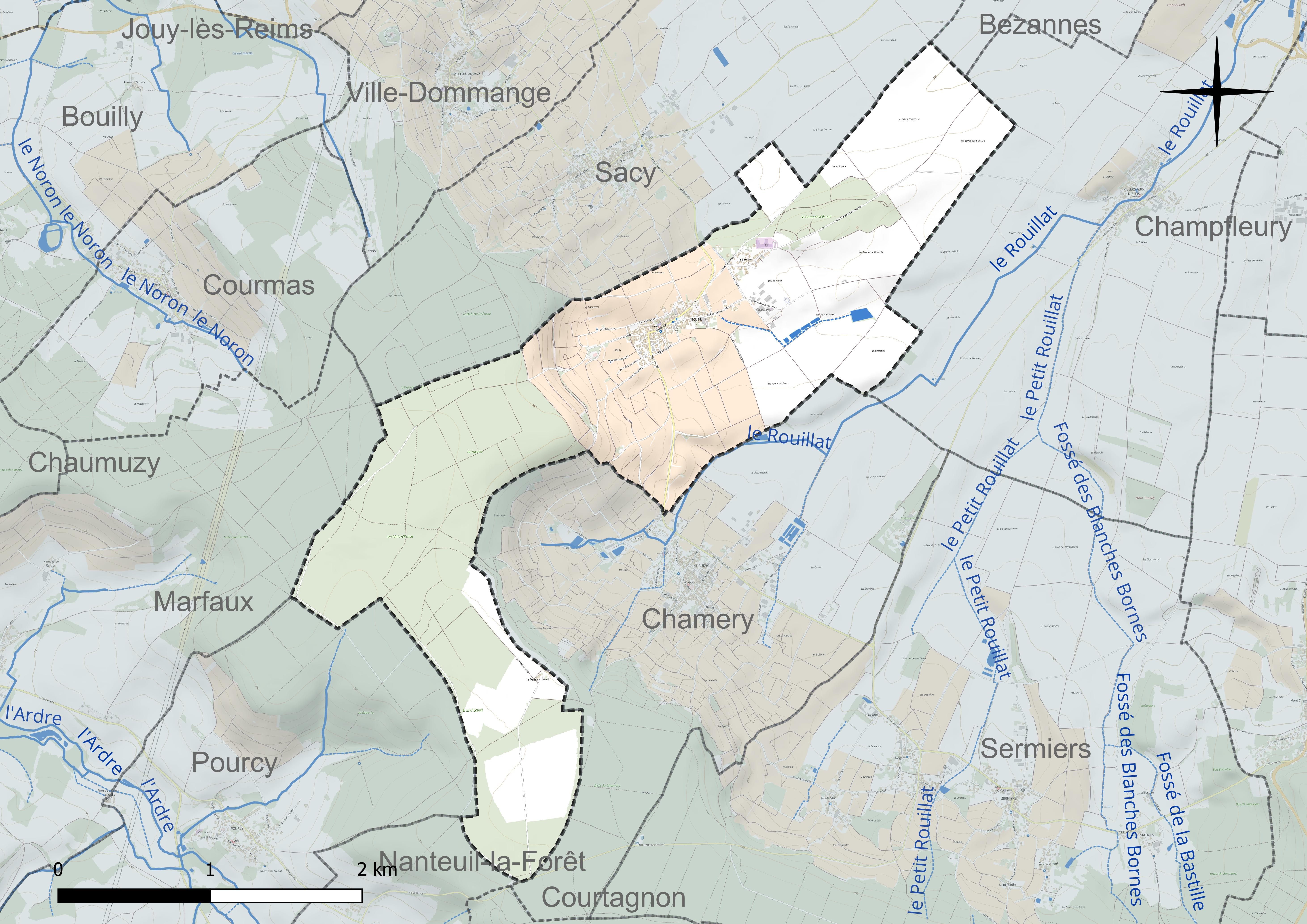
Réseau hydrographique d'Écueil.

#### Gestion et qualité des eaux
Le territoire communal est couvert par le schéma d'aménagement et de gestion des eaux (SAGE) « Aisne Vesle Suippe ». Ce document de planification, dont le territoire s’étend sur 3 096 km2 répartis sur trois départements (Aisne, Marne et Ardennes) et deux régions (Champagne-Ardenne et Picardie), a été approuvé le 16 décembre 2013. La structure porteuse de l'élaboration et de la mise en œuvre est le Syndicat d’aménagement des bassins Aisne Vesle Suippe (SIABAVES). 
La qualité des cours d’eau peut être consultée sur un site dédié géré par les agences de l’eau et l’Agence française pour la biodiversité. 

### Climat
Pour des articles plus généraux, voir Climat du Grand Est et Climat de la Marne.
En 2010, le climat de la commune est de type climat océanique dégradé des plaines du Centre et du Nord, selon une étude du Centre national de la recherche scientifique s'appuyant sur une série de données couvrant la période 1971-2000. En 2020, Météo-France publie une typologie des climats de la France métropolitaine dans laquelle la commune est exposée à un climat océanique altéré et est dans la région climatique  Nord-est du bassin Parisien, caractérisée par un ensoleillement médiocre, une pluviométrie moyenne régulièrement répartie au cours de l’année et un hiver froid (3 °C). 
Pour la période 1971-2000, la température annuelle moyenne est de 10,6 °C, avec une amplitude thermique annuelle de 16,1 °C. Le cumul annuel moyen de précipitations est de 731 mm, avec 11,8 jours de précipitations en janvier et 8 jours en juillet. Pour la période 1991-2020, la température moyenne annuelle observée sur la station météorologique de Météo-France la plus proche, « Chambrecy-Civc », sur la commune de Chambrecy à 9 km à vol d'oiseau, est de 10,7 °C et le cumul annuel moyen de précipitations est de 734,0 mm. 
La température maximale relevée sur cette station est de 40,3 °C, atteinte le 25 juillet 2019 ; la température minimale est de −22,1 °C, atteinte le 17 janvier 1985,,. 
Les paramètres climatiques de la commune ont été estimés pour le milieu du siècle (2041-2070) selon différents scénarios d'émission de gaz à effet de serre à partir des nouvelles projections climatiques de référence DRIAS-2020. Ils sont consultables sur un site dédié publié par Météo-France en novembre 2022.

## Urbanisme

### Typologie
Au 1er janvier 2024, Écueil est catégorisée commune rurale à habitat dispersé, selon la nouvelle grille communale de densité à sept niveaux définie par l'Insee en 2022.
Elle est située hors unité urbaine. Par ailleurs la commune fait partie de l'aire d'attraction de Reims, dont elle est une commune de la couronne,. Cette aire, qui regroupe 294 communes, est catégorisée dans les aires de 200 000 à moins de 700 000 habitants,.

### Occupation des sols
L'occupation des sols de la commune, telle qu'elle ressort de la base de données européenne d’occupation biophysique des sols Corine Land Cover (CLC), est marquée par l'importance des territoires agricoles (60,7 % en 2018), en augmentation par rapport à 1990 (58,2 %). La répartition détaillée en 2018 est la suivante :
forêts (39,3 %), terres arables (34,8 %), cultures permanentes (21,1 %), zones agricoles hétérogènes (4,8 %). L'évolution de l’occupation des sols de la commune et de ses infrastructures peut être observée sur les différentes représentations cartographiques du territoire : la carte de Cassini (XVIIIe siècle), la carte d'état-major (1820-1866) et les cartes ou photos aériennes de l'IGN pour la période actuelle (1950 à aujourd'hui).

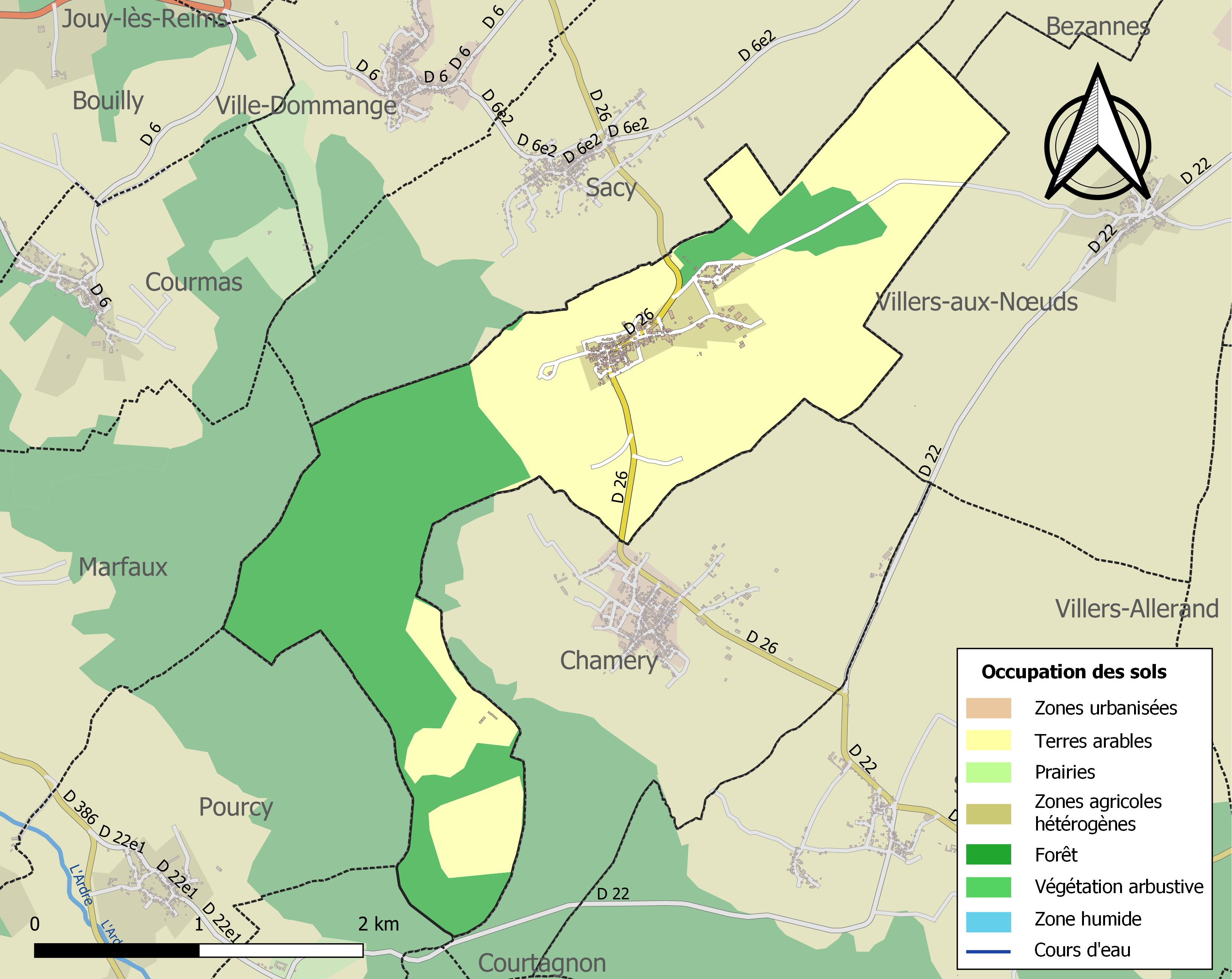
Carte des infrastructures et de l'occupation des sols de la commune en 2018 (CLC).

## Économie
Son économie est fortement orientée par la présence du champagne. Le vignoble est composé de 138 hectares en appellation.

## Toponymie
Le nom de la localité est attesté sous les formes Scoilum (commencement du XIe siècle) ; Escolium (1074) ; Esculium (1090-1095) ; Escuel (vers 1222) ; Escuell (1224) ; Escuil (1229) ; Escuelh (vers 1263) ; Escueil (vers 1274) ; Esquex (1318) ; Scuel (1357) ; Equeu (1454) ; Escueil en la Montaigne de Reins (1463) ; Escueille (1512) ; Esceuil (1565) ; Escœuil (1698).

Du latin scopulus (« rocher »).

## Histoire
Le village était traversé par la chaussée Brunehaut aussi nommé la Barbarie route gauloise qui reliait les Rèmes aux Bellovaques. D'autres traces furent trouvées lors de fouilles en 1909 comme des hipposandales et des boucles de ceinture.
Le village était construit autour de l'église mais à la suite de la peste, il fut brûlé et reconstruit en contrebas qui est sa place actuelle.

## Politique et administration
| Période                                  | Période       | Identité      | Étiquette | Qualité                         |
| ---------------------------------------- | ------------- | ------------- | --------- | ------------------------------- |
| 1876                                     |               | Coquet        |           |                                 |
| Les données manquantes sont à compléter. |               |               |           |                                 |
| mars 1990                                | novembre 2012 | Alain Brochet | DVD       | Décédé en fonction              |
| janvier 2013                             | En cours      | Annie Perrard |           | Réélue pour le mandat 2020-2026 |

### Sapeurs-pompiers
Le Centre de première intervention d'Écueil composé de dix hommes est commandé par l'adjudant-chef Jean-Pierre Lacourte[Quand ?]. Cette section dépend du corps des sapeurs pompiers de la Communauté de communes Champagne Vesle qui fournit l'habillement et le matériel incendie.

### Sports
L'équipe séniors de l'AS Écueil de football évolue au stade de la Garenne[Quand ?] en 2e division de District Marne.
Elle a été vainqueur de la coupe du District de la Marne en 2006.
L'équipe vétérans évolue sur le même stade. Couleur des maillots : Blanc à rayures noires, short noir.

## Démographie
L'évolution du nombre d'habitants est connue à travers les recensements de la population effectués dans la commune depuis 1793. Pour les communes de moins de 10 000 habitants, une enquête de recensement portant sur toute la population est réalisée tous les cinq ans, les populations de référence des années intermédiaires étant quant à elles estimées par interpolation ou extrapolation. Pour la commune, le premier recensement exhaustif entrant dans le cadre du nouveau dispositif a été réalisé en 2006.

En 2022, la commune comptait 349 habitants, en évolution de +15,18 % par rapport à 2016 (Marne : −1,19 %, France hors Mayotte : +2,11 %).
| 1793 | 1800 | 1806 | 1821 | 1831 | 1836 | 1841 | 1846 | 1851 |
| ---- | ---- | ---- | ---- | ---- | ---- | ---- | ---- | ---- |
| 327  | 338  | 357  | 295  | 312  | 311  | 312  | 309  | 303  |

| 1856 | 1861 | 1866 | 1872 | 1876 | 1881 | 1886 | 1891 | 1896 |
| ---- | ---- | ---- | ---- | ---- | ---- | ---- | ---- | ---- |
| 279  | 292  | 316  | 288  | 286  | 289  | 302  | 301  | 330  |

| 1901 | 1906 | 1911 | 1921 | 1926 | 1931 | 1936 | 1946 | 1954 |
| ---- | ---- | ---- | ---- | ---- | ---- | ---- | ---- | ---- |
| 336  | 344  | 327  | 324  | 306  | 324  | 303  | 300  | 283  |

| 1962 | 1968 | 1975 | 1982 | 1990 | 1999 | 2006 | 2011 | 2016 |
| ---- | ---- | ---- | ---- | ---- | ---- | ---- | ---- | ---- |
| 304  | 288  | 290  | 300  | 362  | 365  | 323  | 319  | 303  |

| 2021 | 2022 | - | - | - | - | - | - | - |
| ---- | ---- | - | - | - | - | - | - | - |
| 334  | 349  | - | - | - | - | - | - | - |

## Lieux et monuments
Au centre du village, un lavoir et une fontaine, sur une place, le monument aux morts dont la statue rouille porte son étendard triomphant vers le nord.

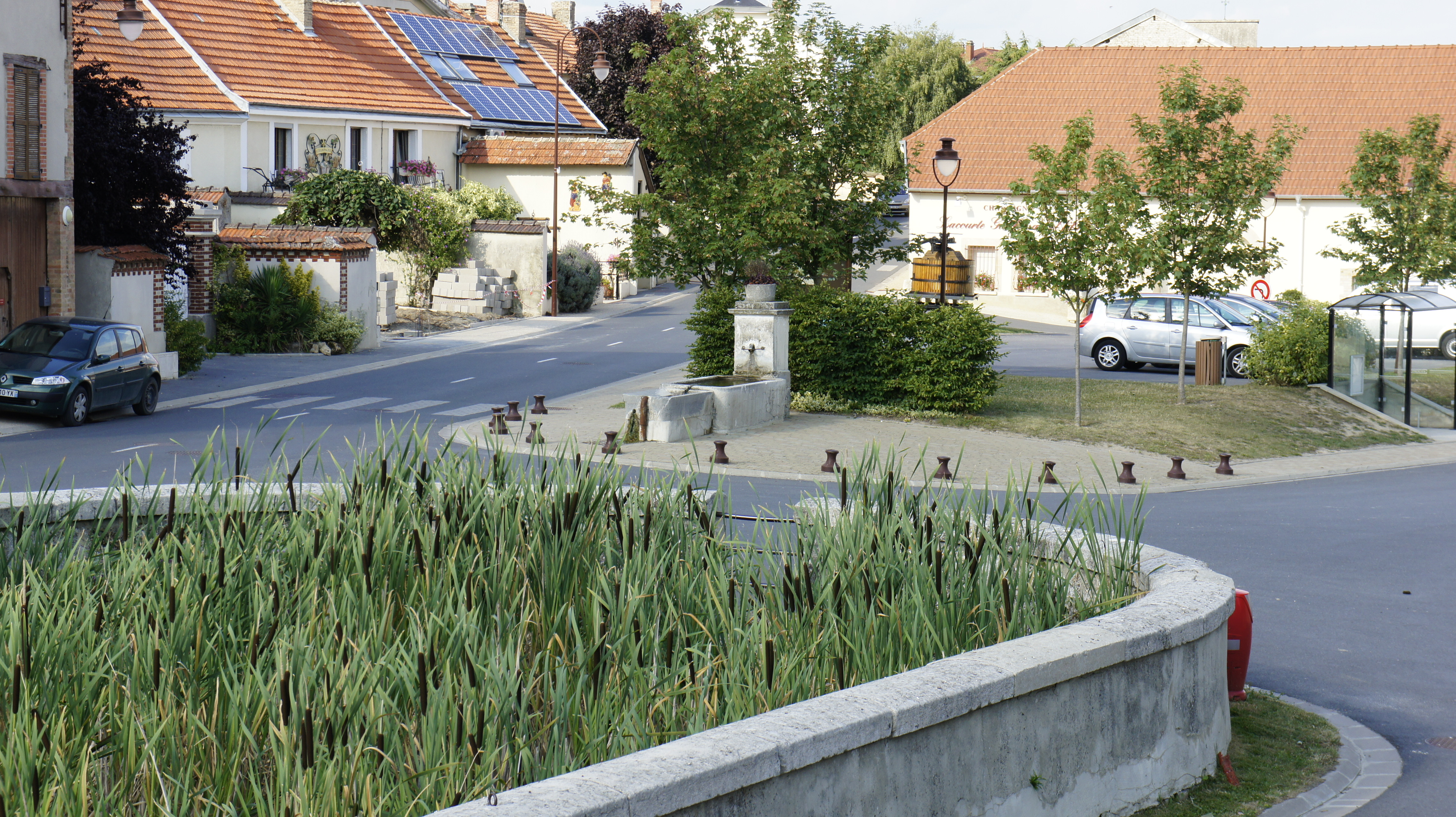
Lavoir et fontaine.
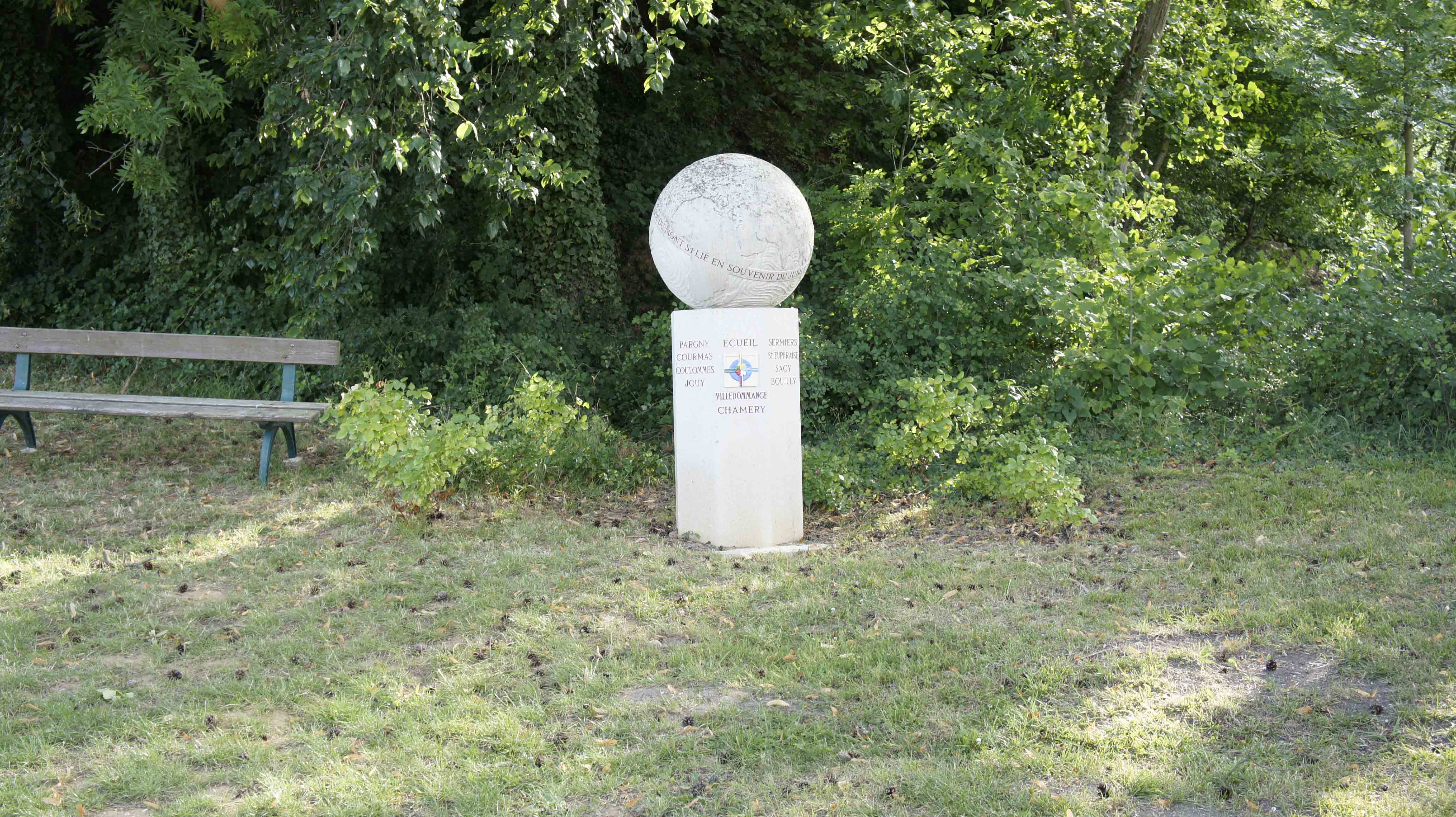
Stèle du jubilé à Écueil.
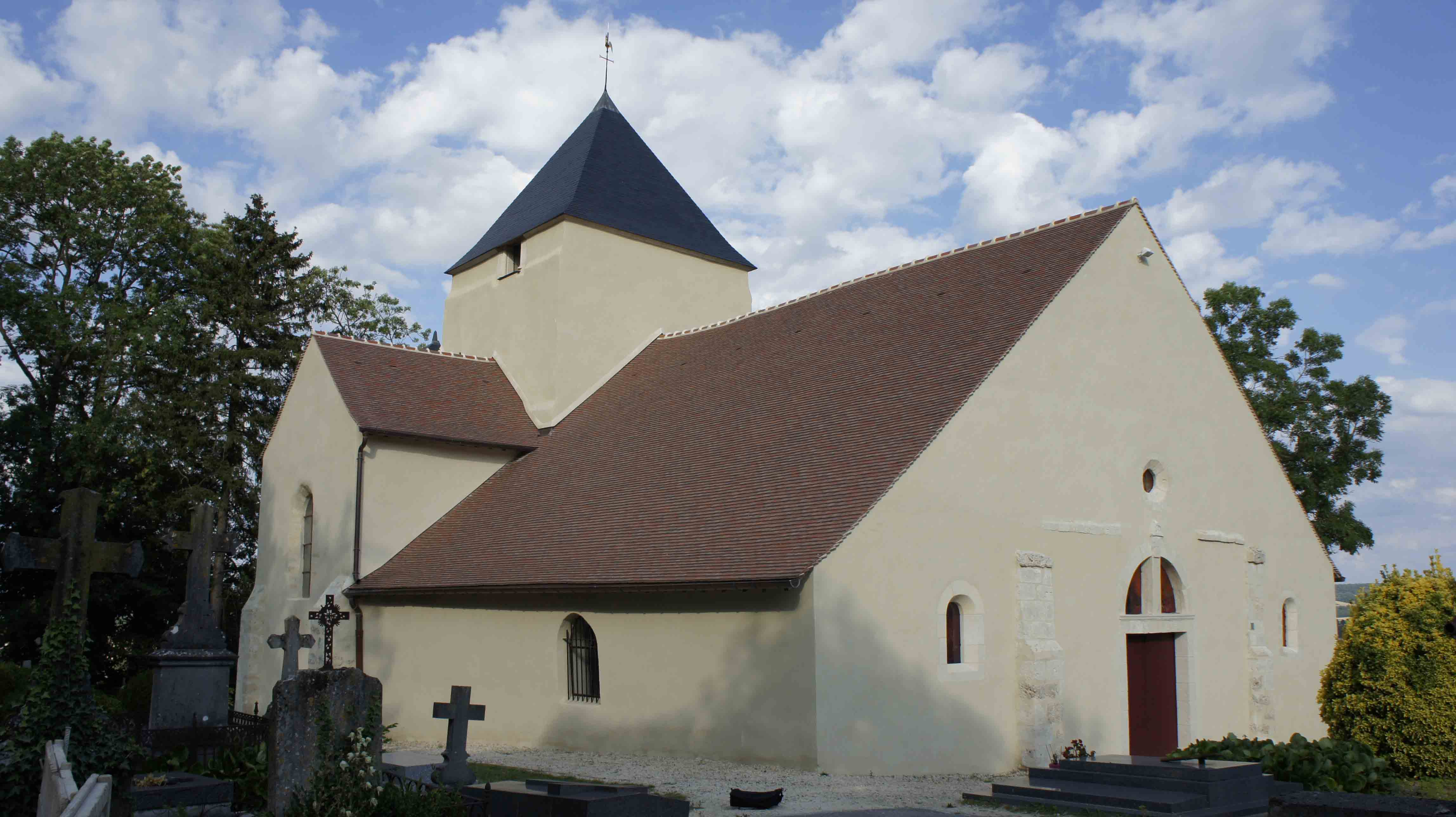
Église d'Écueil.
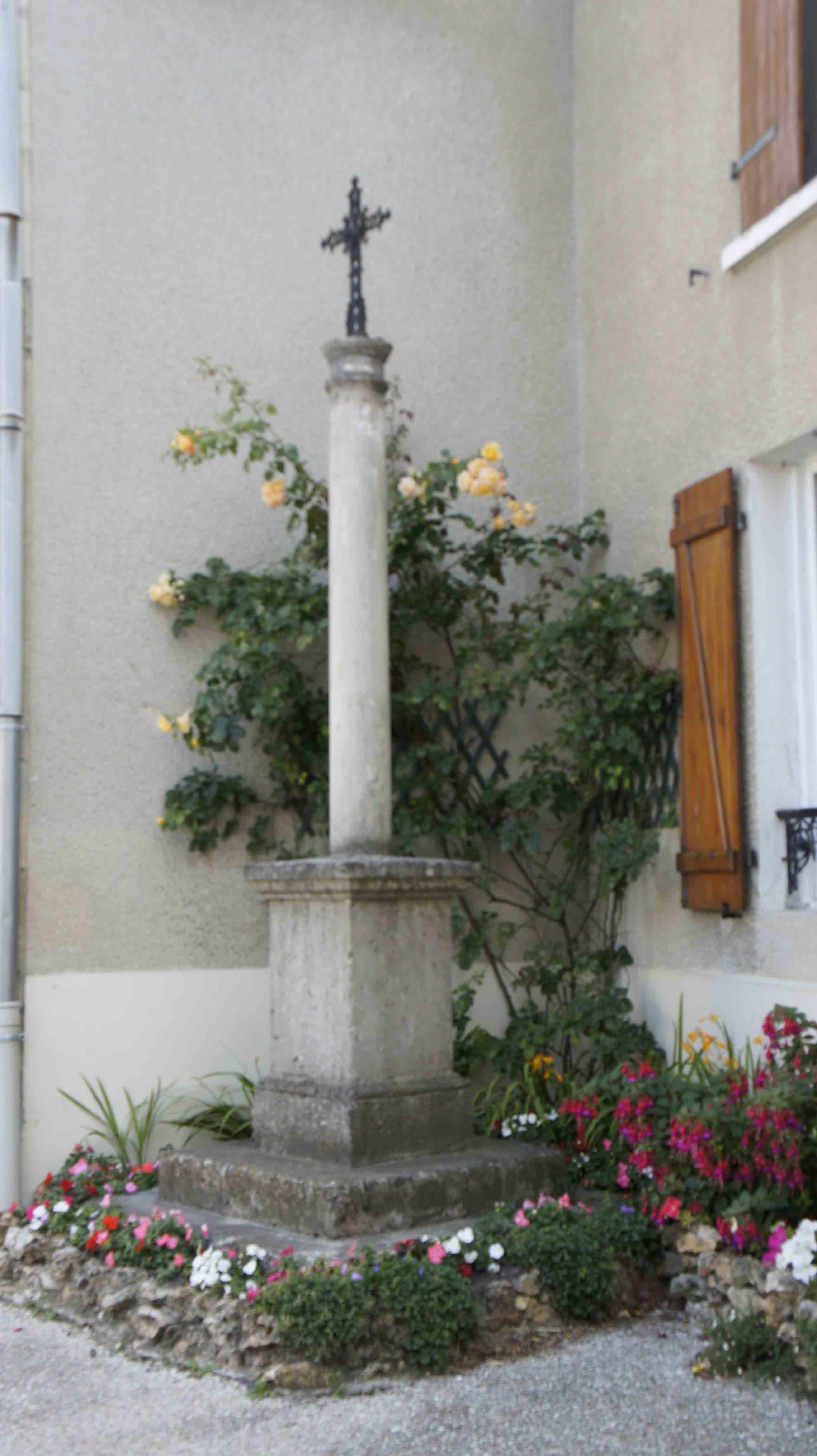
Une croix dans le village d'Écueil.

Au pied de l'église qui est dédiée à Crépin et Crépinien, se trouve la stèle du jubilé de l'an 2000 représentant la Terre. Cette stèle fut financée par les paroissiens des 11 villages de la paroisse du Mont-Saint-Lié (tous ces villages inscrits sur la stèle). La commune a plusieurs croix de chemin dont une dédiée à la famille Denizet édifiée en 1786.

## Personnalités liées à la commune
- Simon Clicquot-Blervache (1723-1796) y est mort. C'était le seigneur du village.
- Anatole de Vivès (1802-1884), général français.

### Liens

## Sources